# جغرافيا ساحلية

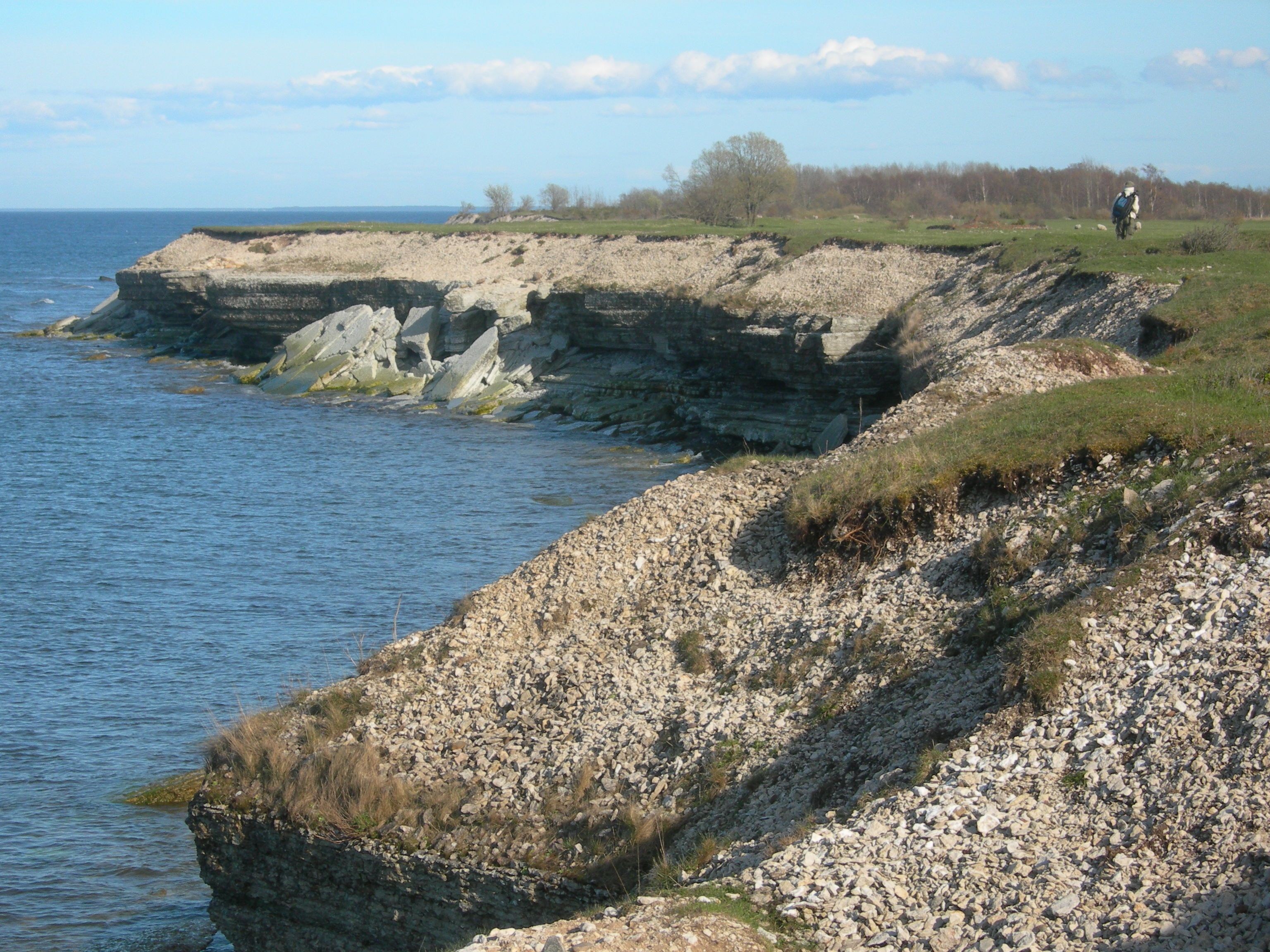
تصدع حجر جيري بسبب التآكل الساحلي في إستونيا.

الجغرافيا الساحلية (بالإنجليزية: Coastal geography)‏ هي دراسة التفاعلات الحيوية بين المحيطات والأرض، ويشمل بذلك الجغرافيا الطبيعية والجغرافيا البشرية، وتقوم الجغرافيا الساحلية بدراسة التعرية الساحلية، وحركة الأمواج، والرواسب، والتفاعلات البشرية في السواحل.